# Тахэ
Тахэ (кит. 塔河油田) — крупное нефтяное месторождение Китая на севере Таримской впадины. Открыто в начале 90-х годов XX века. Геологические запасы нефти 1,2 млрд т. Залежи на глубине 7,2-8,5 км.
Оператором месторождения является китайская нефтяная компания Sinopec, в 2007 году добыла 5,36 млн т нефти. По оценке вице-президента компании Цзяо Фанчжэна, в 2008 году на Тахэ будет добыто 6,09 млн тонн нефти и 1,05 млрд кубометров природного газа.